# Mekosuchus inexpectatus
Mekosuchus inexpectatus – wymarły gatunek niewielkiego, prymitywnego krokodyla lądowego, występującego wyłącznie na Nowej Kaledonii. Mierzył około 2 metrów długości. Był to niewielki przedstawiciel Eusuchia, prymitywnie zbudowany – łączący w sobie cechy zarówno krokodyli jak i aligatorów. Wymarł prawdopodobnie w I lub II wieku naszej ery.